# Vasile Popa
Vasile Popa (n. 26 aprilie 1969 în județul Olt, România) este un fost fundaș român de fotbal.

## Activitate
- Chimia Râmnicu Vâlcea (1986-1987)
- FC Olt Scornicești (1987-1993)
- FC Argeș Pitești (1992-1998)
- Rapid București (1998-1999)
- Gloria Bistrița (1998-2003)
- Dacia Mioveni (2003-2004)
- Gloria Bistrița (2004-2005)